# Фёдор Ольгердович
Фёдор Ольгердович (ок. 1324/1326 — между 10 февраля 1394 и 1400) — удельный князь ратненский, любомльский и, вероятно, кобринский из династии Гедиминовичей. Как и родные братья получил христианское имя и был крещён по православному обряду.
Традиционно Фёдор считается младшим сыном Ольгерда от первой жены Марии Витебской, но польский историк Ян Тенговский (пол.), ссылаясь на работы Генриха Пашкевича, указывает на то, что Фёдор был не младшим, а старшим сыном Ольгерда. Подобный вывод основан на письме короля Людовика Венгерского Франциску Каррара от 29 сентября 1377 года, в котором Фёдор назван старшим сыном Ольгерда от первой жены.
После смерти Ольгерда в 1377 году Фёдор, не пожелав признать сюзереном своего сводного брата Ягайло, добровольно принёс ленную присягу Людовику. Этот факт указывает на то, что Фёдор владел своим уделом независимо от волынского князя Фёдора Любартовича. 23 октября 1386 Фёдор всё же принёс присягу Ягайло.
Имел троих сыновей: Романа, Гурко и Сангушко — которые и поделили отцовский удел. От сыновей Фёдора Ратненского вели своё происхождение князья Кобринские, Гурковичи (пол.) и Сангушки соответственно.
Ян Тенговский считает наиболее вероятным, что у Фёдора Ольгердовича было пятеро детей от двух жён. От первой — Роман и Гурко, от второй — сын Сангушко и дочери Анна и Агафия (Ганка). Впоследствии Анна была выдана за мазовецкого князя Болеслава III, а Агафия за князя Василия Острожского (укр.).